# IPhone 16
iPhone 16和iPhone 16 Plus是由蘋果公司設計及銷售的智慧型手機，為第18代iPhone系列智慧型手機之一，亦是iPhone 15的後繼機型，搭载 iOS 18 系统，于发布时同步宣布支持 Apple Intelligence 功能，但相关功能在发售后才陆续开放使用。
iOS 18 为 iPhone 16 系列引入了 RecoveryOS，用户可通过另一部 iPhone 无线恢复和重装系统固件。

## 外觀

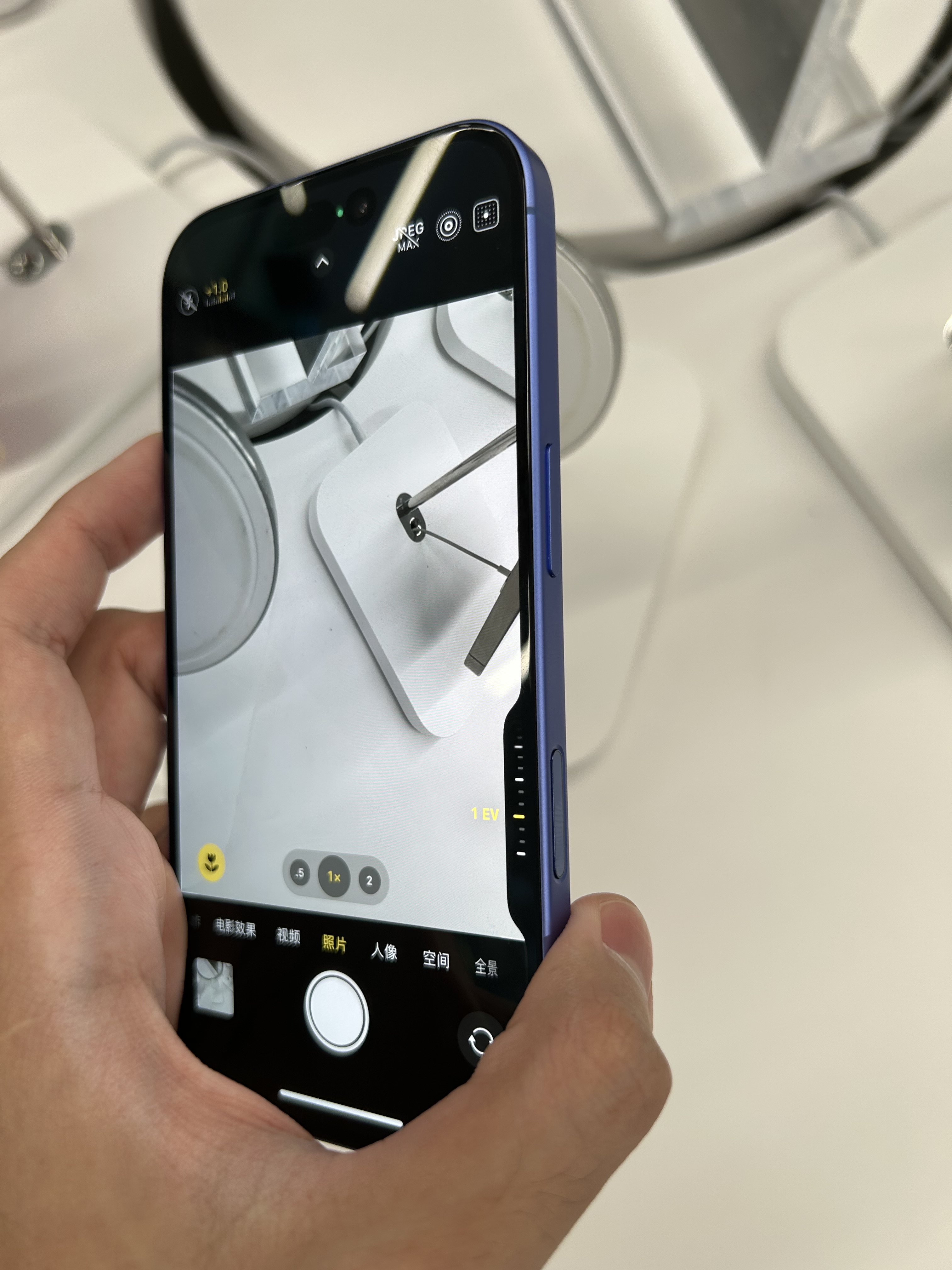
iPhone 16相机按钮

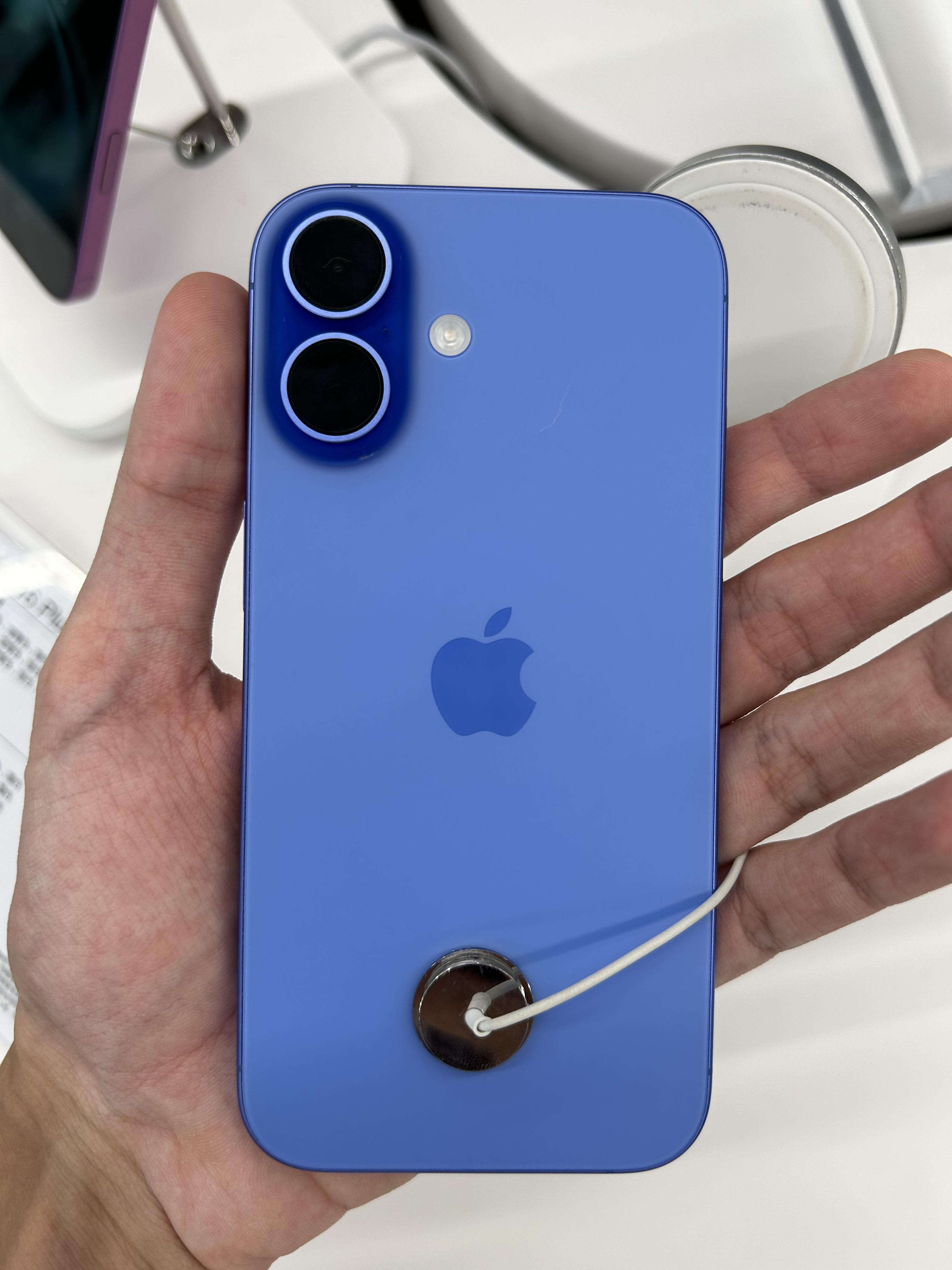
iPhone 16湛海藍色背面机身

相較於前代iPhone 15／Plus，iPhone 16／Plus機身右側增加了與iPhone 16 Pro／Pro Max相同的"相機控制"，並移除了靜音撥片，改為動作按鈕。
iPhone 16／Plus於發表時共有5種顏色，分別是黑色、白色、粉紅色、湖水綠色以及湛海藍⾊。
| 顏色 | 中文名稱 | 英文名稱    |
| ---- | -------- | ----------- |
|      | 黑色     | Black       |
|      | 白色     | White       |
|      | 粉紅色   | Pink        |
|      | 湖水綠色 | Teal        |
|      | 湛海藍色 | Ultramarine |

## 時間線
| iPhone型號年表 |
| -------------- |
|                |